# Rhinosimus basalis
Rhinosimus basalis es una especie de coleóptero de la familia Salpingidae.

## Distribución geográfica
Habita en Madagascar.